# IRIS-T
IRIS-T (ang. Infra Red Imaging System Tail, Thrust Vector-Controlled – obrazowanie w podczerwieni, sterowanie wektorowaniem ciągu) – opracowany przez niemieckie przedsiębiorstwo Diehl BGT Defence pocisk rakietowy klasy powietrze-powietrze, służący do zwalczania celów na krótkich dystansach, mający zastąpić amerykański AIM-9 Sidewinder.

## Historia
W latach 80 XX w. ówczesne Niemcy Zachodnie prowadziły w kooperacji z Wielką Brytanią program rozwoju przeciwlotniczego pocisku rakietowego ASRAAM. Po zjednoczeniu z NRD w 1990 roku w arsenale niemieckim znalazło się bardzo wiele wyprodukowanych przez Związek Socjalistycznych Republik Radzieckich pocisków Wympieł R-73, których parametry były podobne do właśnie projektowanego wspólnie z Brytyjczykami pocisku ASRAAM. W konsekwencji, Niemcy wycofały się z programu, przystępując do prac nad własnym pociskiem napędzanym mocniejszym silnikiem rakietowym i o większej zwrotności osiągniętej poprzez wektorowanie ciągu. Pocisk ten miał mieć również znacznie bardziej efektywny system naprowadzania termicznego.
W 1995 r. Niemcy ogłosiły rozpoczęcie programu konstrukcji nowego pocisku IRIS-T w kooperacji z Grecją, Norwegią, Szwecją, Włochami i Kanadą, która wkrótce wycofała się z projektu.
Udział prac badawczych podzielono pomiędzy uczestników projektu:
- Niemcy 46%
- Włochy 19%
- Szwecja 18%
- Grecja 13%
- pozostałe 4% Norwegia i Kanada.

W 2003 r. do projektu dołączyła się Hiszpania.
Pierwsze dostawy pocisków IRIS-T dla Luftwaffe miały miejsce 5 grudnia 2005 roku.

## Właściwości pocisku IRIS-T
Pocisk IRIS-T został skonstruowany w taki sposób, aby można go było wystrzeliwać z takich samych wyrzutni, jak AIM-9 Sidewinder. W porównaniu z amerykańskim odpowiednikiem charakteryzuje się on większą czułością systemu naprowadzającego umożliwiającą atak celu od frontu z 5 do 8 razy większej odległości, niż wersja pocisku AIM-9L Sidewinder.
IRIS-T korzysta z tej samej matrycy FPA którą zastosowano w najnowszej wersji AIM-9X oraz Python 5. Matryca ta umożliwia łatwe odróżnienie celu od celów pozornych (flar pirotechnicznych) zapewniając IRCCM skuteczniejszy od pocisków z sensorem typu „eyeball”.
Pocisk IRIS-T jest przenoszony przez niemieckie i włoskie samoloty Typhoon, szwedzkie Gripeny, greckie F-16 Fighting Falcon i hiszpańskie F/A-18 Hornet.

## Wersja ziemia-powietrze

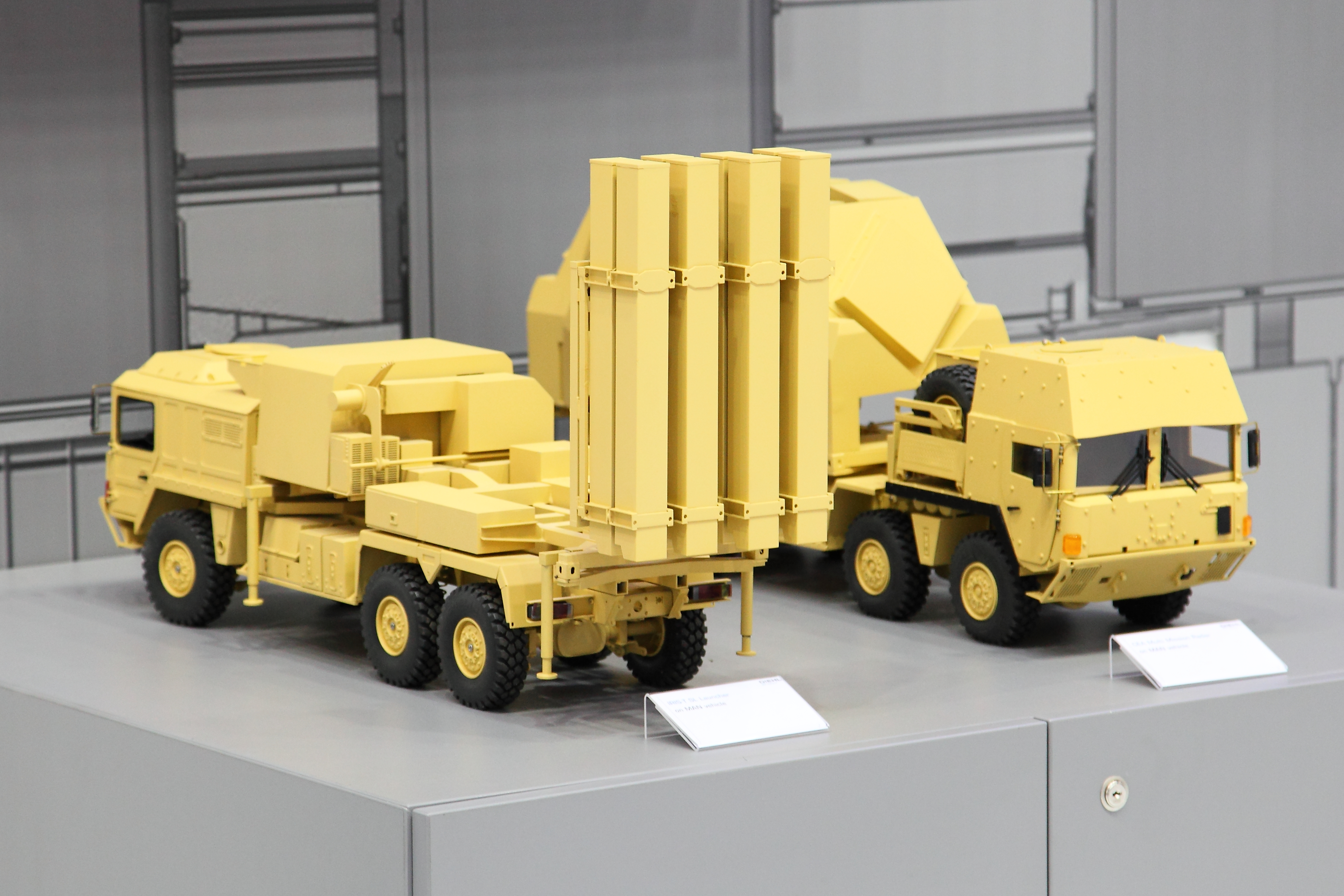
Model wyrzutni i stacji radarowej wersji ziemia-powietrze IRIS-T SLS

W 2009 r. przeprowadzono udane próby wersji ziemia-powietrze IRIS-T SL, w 2013 r. Szwecja została pierwszym eksportowym nabywcą IRIS-T SLS.

## Użycie bojowe
Systemu ziemia-powietrze z tymi rakietami używają SZU w czasie wojny ukraińsko-rosyjskiej.